# ゴエモンインパクト
ゴエモンインパクト（一部作品では「ゴエモン・いんぱくと」とも表記）は、コナミ（現・コナミデジタルエンタテインメント）のコンピュータゲーム『がんばれゴエモン』シリーズに登場する架空のキャラクター。『がんばれゴエモン2 奇天烈将軍マッギネス』で初登場し、以降のシリーズに主要キャラクターとして登場する巨大からくりメカ、あるいは地球外生命体である。

## 概要
伊賀の物知りじいさんが開発した巨大からくりメカ。内部に乗り込んで操縦し、敵方の巨大メカと戦いを繰り広げる。
じいさん自身はゴエモンそっくりに作ったつもりでいるが、似ても似つかないその間の抜けた風体に、ゴエモン本人はおろか敵や偶然目撃した人々からも馬鹿にされやすい。
基本的にはアクションゲームのシリーズの多くで敵が巨大メカを使ってくる際に必ず呼出され、コックピット視点で戦闘が繰り広げられる。武器を使っての攻撃は少なく、戦闘は主にパンチなどの格闘戦がメイン。
前述通り、ゴエモンとは外見が大きく異なり常に口を大きく開き笑みを浮かべた表情が特徴で、髪型は同じ（一部異なる）。操縦者（プレイヤー）がゴエモンインパクト搭乗シーン直後や強制スクロールアクションステージで回すこともできる。服のデザインなどもゴエモン同様赤い装束ではあるが縁が黄色ではなく青であったりと細部のデザインが微妙に異なり、腰は注連縄を巻いている。下に着ているのも鎖帷子ではなく晒であったりする。
腕と拳は4個と1個の球体で構成されており、片手にキセルを持つ。作品によっては球の連結が曖昧で、片腕に対して反対側にパンチする場合は分離する。両脚には膝当て、両足の草履はローラースケート、踵には2つのターボ装置がついている。敗北をすると腕が落ちたり、腕が四方八方に飛ぶ描写がある。キセルを普段どこに収納しているのかは不明。
『きらきら道中』からは喋るようになり、さらには、ある程度は自分で動くことができる(後述)。基本的に敬語で話し、一人称は「僕」。同作で「惑星インパクト出身の地球外生命体」という設定が明かされたが、その設定は無かった事になった。シリーズ開発者の蛭子悦延は「計算された行き当たりばったり。このノリがゴエモンらしさ」と語っている。
ほら貝で呼ばれたときの描写は、基本的に歩きで来ることが多い。『でろでろ道中』のときはジェット機で飛んできて、ゴエモン達を乗せたあとに変形し、『大江戸天狗り返しの巻』、パチスロではそのままの姿で空を飛び、目的地に着地している。

## 主な略歴

### 奇天烈将軍マッギネス
伊賀の物知りじいさんが短期間で開発した「最新型スーパーウルトラゴージャスベリーごっついからくりメカ」。本作では「ゴエモン・いんぱくと」表記。
搭載された高速移動装置「たーぼ・すいっち」により、高速移動で動くことができる。しかし大型かつ大味な作りのため燃費効率が非常に悪く、そのせいで行動中や戦闘中に「油（＝インパクトの体力）」が徐々に減少してしまい、しかも油の補給に非常に時間がかかってしまうため頻繁には呼び出せず、更に「たーぼ・すいっち」起動中は装甲が非常に脆くなってしまうという致命的な欠陥がある。自律移動機能を備えており、ほら貝で呼び出されると自分で動いで操縦担当者の元へ移動して搭乗者を本体に移送する。
搭乗方法は口からで、搭乗定員は2名（デモムービーでは3名）。本作では徒歩で操縦者たちがいる建物に出向いた後、壁をパンチでぶち抜いて内部にいる操縦者を素手でつかみ、引き寄せて口に放り込む。
本作から採用されたインパクト戦は「高速横スクロールアクションステージ」と「巨大からくりメカ戦闘ステージ」の二部構成を取る。前半の「強制横スクロール高速アクションステージ」で敵や障害物を撃破する事によって、油や小判、キセルボムを稼ぎ、次ステージである「巨大からくりメカ戦闘ステージ」に臨む。
前哨戦となる「高速横スクロールアクションステージ」では「燃費が最悪」という設定に従って時間経過と共に自動的に油の残量が減少していき、地上の建物や襲いかかる敵機をキセルや高速移動で破壊することにより、各種装備やエネルギーが補充される。落とし穴にはまったり地形に引っかかったりするとインパクトが大破し、ミス扱いにならない代わりに油の残量が大幅に減ってしまい、油が0になった時点でミスとなる。
後半の「巨大からくりメカ戦闘ステージ」ではコックピットからの主観視点による擬似3D戦闘となり、十字キーとボタンによって攻撃と防御を使い分けつつ敵の撃破を目指す。2Pプレイ時には照準が二つ表示され、協力プレイが可能。また、前述の設定通り、高速アクションステージ同様、時間経過でも油の残量が減少してしまい、時間経過によって油が0になった時点で強制的に敗北になってしまう。
エリア5のクリアデモにおいて、上空に滞空するマッギネスの空中要塞に向かうためにハイジャンプを繰り出すものの、勢い余って空中要塞の本体に激突して突き刺さったため動けなくなってしまい、その場に乗り捨てていかなくてはならなくなってしまう。その後、マッギネス将軍の影武者との闘いに気を取られている隙に本物のマッギネス将軍に乗っ取られて最終ボスとして立ちはだかることになり、激闘の末、機能停止する。

エンディングでは中に乗ったまま放置されたおみつがマッギネス将軍のアドバイスに従って真ん中の赤いボタンを押したことで暴走を始めてしまい、街を破壊しつつ爆走した後、頭部がもげ落ちて大破してしまう。この件に関してはクリア後にものしり爺さんに話しかけることで暴走の理由が判明する。

### 獅子重禄兵衛のからくり卍固め
マッギネスとの戦いによって初代インパクトが再起不能となったため、初代を参考にしつつ新機能を搭載した二代目インパクト「ゴエモンインパクト・ターボ」が登場。この二代目インパクトを呼ぶためのほら貝は別に存在し、忍者の里「にんにん村」にあるほこらの奥に厳重に保管されている。初代インパクトは頭部のみが復元され、伊賀のからくり忍者屋敷とほろほろ寺の奥の空き地を結ぶ転送装置として改修、利用されている。
二代目インパクトには、初代の欠点であった燃費効率の改良（行動中の油が減らなくなった）などのベースアップに加えてタイムワープ機能が内蔵されており、物知りじいさん救出の大きな足がかりとなったが、今度は駆動系の欠陥から「たーぼ・すいっち」が機能しなくなり、徒歩での低速移動を余儀無くされた。
最終決戦において獅子重禄兵衛の画策した「巨神復活大作戦」によってほら貝を奪われてしまい、獅子重禄兵衛がほら貝を吹いた結果この時代に保管されていた「伝説の巨神」こと紫色のインパクトが現れ、「ゴエモンインパクトvsゴエモンインパクト」という異色の対戦となる。
定員は前部座席2名、後部座席2名の計4名。搭乗方法は頭からで、インパクトが自分の頭部を叩くと頭髪部が横にスライドして開き、そこから仲間たちを放り込む。ただし、ある場面においては口から搭乗する描写があり、緊急用の搭乗経路として初代の名残を残している。なお、コクピットに表示されるキャラクターはランダムで変化するようになっている。
前作と同様の二部構成を取っているが、「たーぼ・すいっちが故障した」という設定になっているため、本作では強制横スクロール低速アクションステージ「激震インパクトステージ」となった。「巨大からくりメカ戦闘ステージ」においても、百烈パンチやレーザーなどの必殺技の追加、キセルボム残弾数を示す計器の導入、搭乗者のリアクション、敵の接近に応じたスクリーンの拡大など、大幅なシステムの改良が加えられている。また一部のインパクト戦では「激震インパクトステージ」を経由せず直接「巨大からくりメカ戦闘ステージ」に移行する。

### きらきら道中
98歳を迎えた物知りじいさんの誕生日会に突如として現れ、自身はこれまでからくりメカのフリをしていたという告白に続いて、その正体は惑星インパクト出身のインパクト星人、つまり宇宙人であるという衝撃の事実が明かされた。この時インパクトに付与された「地球外生命体」という設定から自意識を持つようになり、自らの考えで動き、喋るようになった事で主要キャラクターとしての地位を確立した。
結果として従来作との矛盾点が生じることになったが、『奇天烈将軍マッギネス』での初代インパクトは前項の転送装置として利用されており、『獅子重禄兵衛のからくり卍固め』での二代目インパクトは故障や破壊といった描写が無く「これまでからくりメカのフリをしていた」という告白の内容から、このインパクトは二代目インパクトと同一個体とも解釈が可能である。『獅子重禄兵衛のからくり卍固め』の終盤に登場した未来の世界でのインパクトとの関連は不明。
搭乗方法は口からの吸入によるダイレクトイン方式で、定員は4名。本作はインパクトを物語の中心に据えた作品だが、前2作品のようなバトルアクションではなく、ミニゲームによる対戦方式となっており、インパクトを直接操縦する事はない。
『コミックボンボン』に掲載されていた漫画では、コナミからインパクトの素性を聞かされて驚いた作者の帯ひろ志がそれまでの流れを考慮しながら以下の設定が追加し、上記の矛盾点について補足がなされている。
インパクト自身の回想では、かつて修学旅行で地球を訪れていた時にみんなの弁当を食べた罰で砂浜に生き埋めにされてしまい、そのまま忘れ去られて200年の歳月が過ぎた頃、地球の環境で体が大きくなったインパクトを物知りじいさんが発見してそれを自らが造った物だと言う事にしたと語っている。しかし、それはアクシデントで埋まっている間にインパクト自身の記憶回路が混乱して生じた偽りの記憶で、後に惑星インパクトに訪れた際、インパクトが正真正銘のからくりロボットで、インパクト星の兵器として生み出された事実が判明。回想ではビームサーベルとシールドを装備した格闘戦仕様や両肩にキャノン砲を装備した砲撃戦仕様等の派生機が描かれている。インパクト星にて起こった大きな戦争の終戦と共に、同型機の大半が破棄されたが、ゴエモン達と共に戦ったインパクトにだけは平和の願いを込めて人工知能が付加された。その後、インパクトは自らの意思で宇宙へ旅立ち地球へ辿り着いた様で、インパクト本人も後にこの真実を知る事となる。また、作中に戦時中に使われていたオプション武装の「インパクトキャノン」と言う大砲を装備、使用するエピソードがある。

### 宇宙海賊アコギング
デザインはほぼ従来通りだが、足がローラーブレードという相違点がある。最終決戦において「サスケユニット」を中心とした宇宙戦特化型「ゴエモンインパクト・ゴージャス」に改良された。
インパクト戦関連における仕様はSFC版『3』のシステムを踏襲しており、戦闘開始前の前哨戦ステージは「激震インパクトステージ」となっている。また3D作品で省略されたコクピット側のパイロット描写が復活（旧作では2人までだったが、本作では4人全員が描写されている）しており、戦闘開始前の敵とのやり取りや戦闘の状況に応じてキャラクターがリアクションを取るようになっている。インパクト戦はSFC版同様の2D構成であり、技構成や戦闘システムを『3』からほぼそのまま踏襲しているため、照準カーソル移動時の視点変化は存在しない。一方、ハードをプレイステーションに移したことにより、敵キャラクターやインパクトの技のエフェクト等は全てポリゴンモデルによる3D演出が施されている。

### ネオ桃山幕府のおどり
『きらきら道中』での一件を経てダンサーとして成功。その後は映画スターとしてアメリカ、フランスに一時在住する様になったが、たとえ撮影中であっても、ほら貝で呼び出せばすぐに駆けつけてくれる。性能面では、従来のように追加ユニットや改造を必要としなくとも陸上、水中、宇宙で活動可能な汎用機となっている。
搭乗方法は緑色の光で口まで運ばれ、薄暗い気道のような場所を通過し、椅子に座ってコックピットに運ばれる。定員は4名（登場デモ内でのキャラ表示は1名のみ）。今作から計器がデジタル仕様となった。
インパクト戦は高速アクションステージと巨大からくりメカ戦闘ステージによる二部構成が復活し「激走インパクト・ボンバーステージ」という名称になっている。こちらは真横視点から斜め後ろ側から見た視点となり、旧作通り敵機や敵基地を破壊して油を稼いでいく。『奇天烈将軍マッギネス』で問題となっていた高速移動中における装甲の脆さという弱点が再発している。プレイステーション同様、NINTENDO 64による3D描画機能が使用されている。敵を引き寄せる特殊技「チェーンキセル」の他、「キセルボム」に代わって高出力レーザー砲「んが砲」が登場した。
本作から味方側のコクピットにおけるパイロットの描写及び戦闘開始前の敵とのやりとりが省略されるようになる。また360度の立体視界が取り入れられるようになり、照準カーソルの移動に左右上下の奥行きが加わるようになった。

### でろでろ道中
物知りじいさんが開発したサポート用巨大からくりメカ「ミスインパクト」が登場し、2Pプレイでもそれぞれがインパクトを操縦できるようになった。性能はインパクトとほぼ同等だが、一部の外観およびアクションに相違点がある。ゴエモンの住むはぐれ町のアイドル「おみっちゃん」をモデルにしており、初登場時に自身がモデルである事を物知りじいさんの解説によって知るや、ショックのあまり気絶してしまった。
搭乗方法は、ジェット機形態で2機のインパクトが飛んできた後、1P、2Pのプレイヤーが2つの機体から出たレーザー光に吸引される形で搭乗する。その後『ネオ桃山幕府のおどり』と同様に気道のような箇所を通過して椅子に座り、コックピットに運ばれた後、機体が人型に変形する。定員は1名(搭乗シーンより)。中央にあったレーダーが廃止されている。
本作では前哨戦ステージが存在せず、敗北後の再戦時含め『油＝500』『小判＝573両』で固定となっている(2体を操作するので実質2倍)。
巨大メカ戦ステージではプレイヤー側のインパクトと、COM制御による2P側のインパクトを任意で切り替えて戦い、2Pプレイ時には2体のインパクトの操作をそれぞれ分担する。主観視点側の油の残量が0になった時点で強制的に敗北となる。
1Pプレイ時、2Pプレイ時共に、1Pが操作するインパクトで敵の巨大からくりメカと戦闘を行い、2Pが操作するミス・インパクトがフィールド側で支援する。フィールド側は敵の衝撃波や敵にぶつかったりすると倒れてしまうが、ダメージはない。さらに、味方同士の攻撃はノーダメージになる。フィールド側の油が少なくなると煙が発生して報せる。また、前作の「チェーンキセル」の削除の代わりに「バトンパス」という特殊技が登場し、バトンパスをすることでコックピット側とフィールド側の操作を交代できる。フィールド側がバトンパスのボタンを押すと交代を催促する操縦者の音声が聞ける。
本作からゴエモンを担当する声優が太田真一郎から松本保典に変わり、インパクトの声も同時に担当するようになった。
『ネオ桃山幕府のおどり』にて製作された主演映画が大滑り……という話が、取扱説明書の登場人物紹介ページにて語られている。この作品からインパクトの首を回すことができなくなっている。

### 綾繁一家の黒い影
ゲーム序盤のインパクト戦にて敵機の攻撃を受けて大破してしまい、物語終盤のボス戦まで修理中となってしまう。その代わりか本作では主要キャラクターであるエビス丸、サスケ、ヤエにも専用のインパクトが用意されており、地上戦特化型「エビス丸インパクト」、空中戦特化型「サスケインパクト」、水中戦特化型「ヤエインパクト」が登場する。また、この3機はゴエモンインパクトの強化パーツにもなっており、最終決戦では「ゴエモンインパクト」を中核とする合体からくりメカ「ゴージャスインパクト」となる。
各人に専用のインパクトが用意されているため、搭乗定員は1名。ただし、合体後の「ゴージャスインパクト」では4人全員が搭乗している。
本作のインパクト戦はバトルフィールドを自由に移動できるため敵の攻撃に対して回避が可能となり、ハナ小判も無数に撃てるようになった。また、レーダーも復活している。
オープニングムービーでは、ゴエモンがヘッドマウントディスプレイを装着してゴエモンインパクトに搭乗している姿が確認出来る。

### 大江戸大回転
本作では「ネオ桃山幕府」におけるシステムを流用しているため、搭乗方法やコックピットのデザイン、一部の武器や必殺技もそちらを踏襲している。定員は中央2名、左右2名の4名で、デモシーンにおけるコックピットのデザインがアニメ版に近いデザインになっている。搭乗方法は緑のビームによる吸引で口からとなっており、SFC版『３』『アコギング』同様に4人揃って搭乗する。
『ネオ桃山幕府』から『でろでろ道中』の説明書で語られた話の流れを引き継いでいるのか、おかまバーらしきところで働いているらしく、エンディングではバニーガール姿で現れた。（この時のしゃべり方もなぜかおかまっぽくなっている）

### 大江戸天狗り返しの巻
今作では仕様変更により搭乗デモは存在せず、人間形態のまま画面外へ飛んで行った後、そのまま戦闘画面へ移行する。搭乗デモのBGMであった「おれはインパクト」は通信ダウンロードによるインパクト戦のシェアプレイ時にのみ流れるようになっている。
本作ではリモコンによる遠隔操作方式となり、インパクトに搭乗しなくなった。詳細は後述の「リモコン操作」を参照の事。また「キセルボム」がインパクト最大の必殺技として返り咲いた。大ダメージを受けるとインパクトの首が180°回転してしまい、飛び道具系の必殺技を放つ向きに影響する。タイトル画面で十字キーを左右に押すとインパクトの頭が左右に動かせる。

### ゴエモン 新世代襲名!
旧シリーズの時代よりはるか近未来の時代を舞台とする本作では、EDOの警備組織ご組に伝わる伝説の巨大兵器として登場する。ご組のメカニック担当のエビスによって大幅な改修が加えられており、リアルロボットのような外観に様変わりして旧シリーズとは大きくかけ離れた見た目となっている。呼び出す際の方法が変化しており、ほら貝ではなく、ゴエモンのキセルを高く掲げて「来い！」と呼びかけることによって飛来する。デモシーンではゴエモンたちが乗り込む様子は描写されず、飛行形態で発進したインパクトが人型に変形するまでの様子が描かれる。
大まかな武装は旧シリーズに準拠しているが、世界観の変化に合わせ、油や小判などの各種ステータスの表記は英語に置き換えられている。また、前哨戦ステージは存在せず、味方側の体力と残弾数は常に同じ値で固定されている。

### アニメがんばれゴエモン
声優は松本保典。ゲーム版のようにほら貝を吹いて呼ぶのではなく、小型の人形形態からゴエモンの吹くほら貝の音によって巨大化するという設定になっている。人形形態時ののインパクトは表情が違い、頭身も小さい。ゴエモンがパワー不足の場合、ほら貝をしっかり吹けずインパクトにパワー不足と警告される場面もある。口調は基本的にゲーム版基準。基本的に笑っている顔で戦闘するのだが、話が進むに連れて表情が豊かになっている。
主にパンチで攻撃し、時には敵の武器を利用して攻撃したりする。キック技やキセルなどはあまり使わず、ハナ小判は装備されていない。唯一ゲーム版から名前を流用している技は百烈パンチとキセルボムだけだが、キセルボムはゲーム版とは異なる機能である。コックピットはアニメ版オリジナルで、コックピットに入る描写は基本的にゲーム版と一緒。ゴエモンが中央に座って操縦し、敵に止めを指す際は鈴を鳴らす。定員は中央と左右の3名、後1名の4名で、椅子を使わない場合は少なくとも5名は搭乗可能だが、2人は立っていることになる。椅子は左右連動しているらしく、2人だけで乗った際は空席でもコックピットに出ている。中央にいなくても左右の2人で操作は可能。
搭乗方法は描写されておらず不明である。逆に脱出描写はいくつかあり、セップク丸に空から落とされ故障した際は口から出てきており、宇宙から地球に落ちてくる際には頭が割れて脱出カプセルが飛び出している。

## 武器
キセル
ゴエモンが使用するものと同型の巨大なキセル。雁首（がんくび）と羅宇（らう、らお）の間に鎖が仕込まれており、巨大からくりメカとの戦闘で敵に引っ掛けて引き寄せるのに用いる（後述の「チェーンキセル」）他、障害物などを破壊する際の打撃武器としても利用する。また、火皿部分から射出される高性能爆弾「キセルボム」が搭載されている。

## 機能
高速移動
足に付いたローラーを駆動させ、ローラースケートの要領で目的地までの高速移動を行う。前述の通り、高速移動中は装甲が極端に脆くなり、大型建造物に当ったり足が障害物に引っかかると簡単にバラバラになる。『獅子重禄兵衛のからくり卍固め』では、このローラー駆動装置の起動ボタン「たーぼ・すいっち」が故障していたため、徒歩での低速移動を余儀無くされた。
ほら貝召喚
ほら貝の音を合図に遠く離れた場所から、仕事中だろうと宇宙空間だろうと異世界だろうと必ず駆けつける。
変形
『でろでろ道中』での新機能。人型と飛行形態に自由に変形できる。
分離・合体
『もののけ道中』での新機能。3機のジェット機型に分離して飛行し、合体する事でゴエモンインパクトになる。
合体
『綾繁一家の黒い影』の新機能。「エビス丸インパクト」「サスケインパクト」「ヤエインパクト」の3機と合体し、合体からくりメカ「ゴージャスインパクト」となる。
サスケユニット
『宇宙海賊アコギング』での新機能。獅子重禄兵衛と物知りじいさんが共同で開発した宇宙戦闘用追加ユニット。背中にサスケの頭部を模したユニットが組み込まれ、くない型ウイングを搭載している。このグレードアップによって、インパクトの正確な制御のために膨大な演算処理能力が急遽必要となり、オリジナルのサスケの頭部がコックピットの中央制御装置に組み込まれた。
バトンパス
『でろでろ道中』の新機能。ゴエモンインパクトのサポーターとして登場した巨大からくりメカ「ミスインパクト」との操作を切り替える時に使う。敵が必殺技を放つ直前にバトンパスを行うと、その必殺技がキャンセルされるという特徴がある。バトンパスをミスすると、バトンの射出からのやり直しとなる。
リモコン操作
『大江戸天狗り返しの巻』の新機能。ニンテンドーDSのダブルスクリーンを活用した新機能で、従来のようにインパクトに搭乗しなくても外部から遠隔操作できるようになった。ただし、電波圏外（インパクトが画面外に出てしまう）になったり、敵からの攻撃を受けてリモコンを落としてしまうとインパクトが動かなくなる。

## 技
敵と戦う時にゴエモンインパクトが使う技。主に徒手空拳による格闘がメインで、武器の使用は少ない。

### メイン技・必殺技
右ストレート
右手から繰り出される高威力のパンチ。いわゆる「強パンチ」と呼ばれるもので、出は遅いが威力は高く全ての攻撃に対しての迎撃が可能。スーパーファミコン版では敵を遠くに撃ち飛ばし、NINTENDO 64版ではダウンを奪う。
左ジャブ
左手から繰り出される低威力のパンチ。いわゆる「弱パンチ」と呼ばれるもので、威力は弱い反面、出は速く、敵の低威力の攻撃に対しての迎撃が可能。連打性能が高く、連携攻撃の起点となる反面、敵の高威力の攻撃に対しては迎撃はできてもダメージは与えられず、作品によっては一方的に撃ち負ける特徴がある。敵本体への最大ヒット数は作品によって異なる。
ハナ小判（小判ビーム、小判マシンガン、小判バルカン砲）
鼻の穴から小判を発射する。敵の飛び道具などをパンチで壊すと小判を補充できる（通常は1発5両、でろでろ道中は10両）。
『東海道中』ではガードを貫通してダメージを与えられる。
防御
スーパーファミコン版シリーズ及び『宇宙海賊アコギング』では片手、NINTENDO64版では両手で顔を覆って防御体制を取る。片手防御は低威力の攻撃や飛び道具に対してノーダメージで防御できる反面、高威力の攻撃に対しては防御体勢を強制的に弾かれてしまう。両手防御は全ての攻撃を防御できる反面、全ての攻撃に対して微少ながらダメージを負ってしまう。ミスインパクトに関しては、片手防御でも両手防御と同様の効果を持つ。
ぼよよんキック
敵を空高く蹴り上げる。この時の「ぼよよん」という効果音が名前の由来。
Gキック
基本的には「ぼよよんキック」と同様だが、「Gキック」は敵を遠くに蹴り飛ばす。
百烈パンチ
インパクトの代表的な技の一つで、両手で無数のパンチを繰り出す。パンチ1発分のダメージ×数発分の威力を持ちダメージ量が非常に多いが、当てるタイミング次第でダメージ量に変動が生じ、硬直が長い分外した際の隙も大きい。『でろでろ道中』『大江戸天狗り返しの巻』ではヒットした時点から0に戻って判定が始まる完全ヒット技となり、充てるタイミング問わず与えるダメージ量は常に同じになる。初搭載された『からくり卍固め』ではパンチゲージが溜まっていなければ使えなかったが、『ネオ桃山幕府』以降は制限なしで使える。ミスインパクトの場合は「百烈ビンタ」という名称に置き換えられている他は仕様は同一。
百烈天空キック
百烈パンチ＋キックの連撃。百烈パンチ中にコマンド入力することによって出せる。
連拳コンボ
ジャブ2回の後にストレートを放つ連撃。
連脚コンボ
ジャブ3回の後にキックを放つ連撃。
突撃コンボ
ジャブ、ストレートの後にキセルを左右に振り、最後にキックを放つ連撃。
キセルボム
インパクト最大の必殺技。キセルの火皿から高威力の爆弾を射出し、たとえ敵がどこにいようとも強制的に爆心地へ引き寄せて大ダメージを与える。
N64の2作品では削除されていたが、『大江戸天狗り返しの巻』でレベル3の必殺技として復活した。そちらではキセルを振り上げた時と振り下した際にも攻撃判定が発生するため、近接した状態で放つと爆風と合わせて多段ヒットする。ただし、爆心地に敵を引き寄せる性能がなくなっているため、相手が画面外に出ていると外れてしまう。
敵側がインパクトを操作する『奇天烈将軍マッギネス』『からくり卍固め』では敵側も使ってくるが、前者のみ、本来のキセルのように口に加えて吸い込んだ後に吐き出して爆風でキャラを空中に巻き上げ、その隙に小判ビームで狙い撃つという攻撃スタイルになっている。
んが砲
『キセルボム』と入れ替わりで登場したインパクト最大の必殺技。「んがー！！」の咆哮と共に口から特大の高出力レーザービームを放射する。
敵にパンチやキックなど何らかの攻撃をヒットさせると、エネルギー充填量を示す「んがゲージ」が少しずつ増加し、ゲージが最大まで貯まった時に使用可能になる。ビームは照準から一直線の位置で放射され、放射中は無敵状態となる。ただし、技の発動直後にエネルギー充填による溜めが入るため発動のタイミングが悪いと外してしまう。更にビームが終息するまででその場から動けなくなると共に照準も動かせなくなるため、外すと大きな隙が生まれてしまう。『でろでろ道中』では外れてもすぐ照準が動かせるようになったが、ビームが収束するまでは他の攻撃に移れないためやはり隙は大きい。
『ゴエモン 新世代襲名!』ではデザインの変更に合わせて、額のカバーが展開して露出した砲口から発射する。

### 過去の技
『大江戸天狗り返しの巻』より前にインパクトが使っていた技。
激烈アッパー
『獅子重禄兵衛のからくり卍固め』『宇宙海賊アコギング』のみ使用可。パンチゲージがフルチャージされるとコマンド入力で出せる強力な右アッパーカット。敵を空高く打ち上げる。
ぐりぐりパンチ
『獅子重禄兵衛のからくり卍固め』『宇宙海賊アコギング』のみ使用可。左ジャブを突き出している時に円を描くように腕を動かし、じわじわとダメージを与える。
キセルバリアー
『獅子重禄兵衛のからくり卍固め』『宇宙海賊アコギング』のみ使用可。キセルを使ってシールドを張る防御技で、敵に当てるとわずかにダメージを与えられる。
口からレーザー
『獅子重禄兵衛のからくり卍固め』『宇宙海賊アコギング』のみ使用可。小判ゲージがフルチャージされるとコマンド入力で出せる強力なレーザービーム。
スーパーボムラッシュ
『獅子重禄兵衛のからくり卍固め』『宇宙海賊アコギング』のみ使用可。「キセルボム」の強力版。油の残量が50以下、キセルボムが1つ以上残っている条件下でコマンドを入力すると発動する隠し技。キセルボムを間髪容れずに次々と射出し、通常のキセルボムを上回る大ダメージを与える。
メガんが砲
『でろでろ道中』『大江戸大回転』で登場した「んが砲」の強化版。
通常の2倍の威力を誇るレーザービームを放射するが、コマンド入力が非常に複雑な上、油の残量が100以下という条件下でしか使えないためリスクは大きい。
チェーンキセル
『ネオ桃山幕府のおどり』『大江戸大回転』のみ使用可。鎖を仕込んだキセルの雁首を投げ付け、敵に引っ掛けて一定の距離まで引き寄せる。ただし、外れると大きな隙が生じてしまう。

### 強制スクロールステージまたは戦闘支援側で使用できる技
敵と戦う前の高速ステージ、激震インパクトステージまたは『でろでろ道中』における戦闘支援中に使える技。
キセル
高速ステージでは障害物や敵をキセルで攻撃する。戦闘支援時は敵をコックピット操作時のプレーヤーの手前まで飛ばす。ミスインパクトは、団子が乗ったお盆で飛ばす。
パンチ
激震インパクトステージのみの技。ボタンで前方に突き出すようにパンチを繰り出す。
アッパー
激震インパクトステージのみの技。背伸び状態でのみ使えるパンチで、前方の広範囲を攻撃する。
ハナ小判
『奇天烈将軍マッギネス』『獅子重禄兵衛のからくり卍固め』ではインパクトの攻撃範囲外の障害物や敵を照準にそって発射するが、『ネオ桃山幕府のおどり』や戦闘支援時では向いている方向に飛ばす。たまに味方にも当たるがダメージは無い(コックピット側からも同様)。
ジャンプ
高速ステージでは段差や落とし穴を飛び越える。戦闘支援時はあまり使用しない。激震インパクトステージでは着地の衝撃で敵を倒すが、油を使う。
背伸び/しゃがみ
激震インパクトステージのみの技。背伸びをするとインパクトが高くなり、しゃがむとインパクトが低くなる。

### アニメオリジナルの技
描写はないが、これよりも多く存在する。
百烈キック
百烈パンチのキック版。相手に向かって無数の蹴りを繰り出す。
百烈タックル
いわゆるショルダータックル。
サイバーキセルブーメラン
いつもインパクトが使っているキセルではなく、普通のキセルをブーメランの様に扱って相手を真っ二つにする。
キセルスウィング
キセルをゴルフクラブのように扱って相手を空に打ち飛ばす。
キセルシールド
キセルを回転させて身を守る防御技。
インパクトバズーカ
キセルをバズーカ型に変形させて肩に固定し、相手を砲撃する。
キセルボム
ゲーム版ではキセルから爆弾を発射するが、アニメ版ではキセルそのものが爆弾になっており、これを敵に投げつけて攻撃する。
キセルボム乱れ撃ち
インパクトの胸部に搭載されたキセルボムを連射する。

### リモコン操作での技
顔の向きに依存する技がいくつかある。アクションを起こす度に声がつくようになった。
右パンチ
連打性能のあるストレートを繰り出す。
左パンチ
一撃が強力なパンチを撃ち、右パンチとの組み合わせによってはアッパーカットに変化する。
ハナ小判
前述の「ハナ小判」と同様。ダメージ量は微量。アイテムキャリアーが運んでくる小判をとることで補充する。
右移動、左移動
インパクトが右を向いている時に右移動をタッチすると前進、左移動をタッチすると後進する。2回連続でタッチするとダッシュ・バックステップをとる。
自爆ボタン
スタッフ曰く「ロボットには欠かせない機能」。ボタンを押すと同時にインパクトの体が光りだし、制限時間経過後に自爆し強制的に敗北となる。
LRボタンの交互連打で解除が可能だが、その分隙が大きくなる。また、自爆機能発動中はわずかにインパクトの攻撃力が上昇する。
ガード
敵の攻撃によるダメージを軽減する。上記通り、大技による顔の向きの変化も防げる。
つかむ
相手をつかんで動きを止める。ガードしている時は防がれてしまう。以下の4つの行動の予備動作。
殴る
至近距離で敵を殴りつけ、確実にダメージを与える。
投げる
正面からのパワーボム、背後からのバックドロップの2つのいずれかを選択し、敵を投げる。バックドロップ時はインパクトの位置が左右に入れ替わる。
吸う
必殺技を使用するためのエネルギーを敵から吸い取る。
頭突き
強烈な頭突きを食らわせる。

必殺
敵への攻撃または「吸う」によるエネルギー吸収などで、必殺技を使用するためのエネルギーがチャージされていく。エネルギーチャージは最大で三段階まであり、それぞれの段階で出せる必殺技が異なる。
- 一段階目 - 百烈パンチ
- 二段階目 - んが砲
- 三段階目（フルチャージ） - キセルボム

どの必殺技を使用してもエネルギー充填率が0に戻るため、例えば「んが砲→百烈パンチ」のような必殺技の連続使用はできない。

## コックピット
コックピット内部は、主に「敵（敵の耐久力）」、「油（インパクトの耐久力）」、「金（ハナ小判の残弾数）」の3つの計器とレーダー、スクリーン、照準（パンチや小判の射出位置カーソル）で構成されている。基本的には「敵」がスクリーンの上段側にあり、2つの計器は下段に位置している。レーダーは下段側だが、スクリーンと一体化している場合がある。照準はSFC版では2プレイの場合のみ2つ表示され、『奇天烈将軍マッギネス』ではそれぞれ左右半身を担当し、『獅子重録兵衛のからくり卍固め』においてはそれぞれパンチと小判を担当する。コックピットのデザインに多少の変更が加えられているが、これらの基本的な構成に大きな変更は無い。例外として『でろでろ道中』はレーダーが廃止され、『綾茂一家の黒い影』はハナ小判が無限に撃てるため「金」がない。『宇宙海賊アコギング』以前の作品ではダメージを受けると円状のひびが入る。（『新世代襲名』では円状のひびが入るようになった。）『奇天烈将軍マッギネス』では「金」が少なくなると「欠」と表示され、「油」は「危」と表示される。『獅子重録兵衛のからくり卍固め』では点滅する。また、NINTENDO64版では、油が少なくなるとコックピットが赤く光り出し『でろでろ道中』においてはそれに加えてスクリーンに「キケン」と表示され、フィールド操作側のインパクトの油が少なくなると煙が出る。作品中の通例では必殺技の「キセルボム」はドクロマーク付きの残弾数カウンター、「んが砲」はエネルギーチャージ式のゲージで表示されており、作品によっては強力なパンチ攻撃やハナ小判攻撃のためのパワーチャージ式ゲージも備わっている。椅子は蓮華座に飛天光をモチーフにしている。

## テーマ曲
64版の2作品『ネオ桃山幕府のおどり』と『でろでろ道中』のインパクトの登場シーンでは専用の歌がついている。歌は水木一郎が担当。

楽曲は『獅子重禄兵衛のからくり卍固め』のインパクト発進デモ曲をベースとしたものとなっている。
- 『ネオ桃山幕府のおどり』 - 「おれはインパクト」
- 『でろでろ道中』 - 「ダブル・インパクト」歌　水木一郎・丹下桜

『ダブル・インパクト』は曲のアレンジそのものは『ネオ桃山幕府』を踏襲しているが、2体のインパクトで戦う仕様に合わせて歌詞が異なる替え歌となっている。

『ネオ桃山幕府のおどり』のデモ中では、インパクトの内部透視図が映し出され、『でろでろ道中』では操縦席に着席したキャラクターがコクピットに到達した後に飛行形態から変形するまでの様子が流れる。

後にPSで発売された『大江戸大回転』では、搭乗デモで映像に合わせてカラオケ音源を編集したショート版が流れ、更に戦闘中BGMとして「おれはインパクト」が流れるようになっており、シングル版音源によるフルコーラスを唯一、ゲーム中で聞くことができる。『大江戸天狗り返しの巻』では、通信ダウンロードによるインパクト戦のシェアプレイ時に流れる。

『ネオ桃山幕府』のサウンドトラックではフルサイズが収録されている代わりにゲームサイズ版(歌詞は1番のみで高速ボンバーステージで流れる部分が歌なしのバージョン)は未収録で、ストーリー順に収録されずトラックの冒頭に収録されている。『でろでろ道中』ではゲームサイズのみの収録となっている。

## その他
- デザインに関しては、ファミコン版第1作『がんばれゴエモン!からくり道中』のCM中に登場する着ぐるみが良く似たデザインとなっている。小川公一によるとCM版着ぐるみのデザインが印象強かったことと、その頭部が開発室にあったことから生まれた[3]。

- 同社のシューティングゲーム『実況おしゃべりパロディウス』では4面のボス「ゴエモンコンパクト」としてゲスト出演しており、ある程度のダメージを受けると第二形態「ミスコンパクト」（翌年にプレイステーション、セガサターンに移植された『実況おしゃべりパロディウス Forever with me』では「エビス丸コンパクト」）に変形する。
- 同社のカードバトルゲーム『遊☆戯☆王デュエルモンスターズ8 破滅の大邪神』のラスボス『大邪神 レシェフ』の姿をゴエモンインパクトに変える隠し要素が存在する。
- 同社の『パワプロクンポケット6』のガンダーロボを操縦する戦闘イベントが、ゴエモンインパクト戦をモチーフにしている。